# الکساندر رودیگر
الکساندر رودیگر (آلمانی: Alexander Rödiger؛ زادهٔ ۱۴ مهٔ ۱۹۸۵) ورزشکار بابسلد اهل آلمان است.
وی در مسابقات کشوری و بین‌المللی در مجموع برندهٔ ۲ مدال طلا، ۳ مدال نقره شده‌است.